# Graduel
Le graduel désigne initialement le répons graduel, pièce de chant grégorien du propre de la messe, chanté à la suite de la première lecture (remplacée par un psaume dans la liturgie romaine actuelle).
Par extension, le graduel est un livre liturgique catholique, c'est un recueil des chants grégoriens qui peuvent être chantés à la messe. Son nom vient de la pratique qui consistait à faire chanter le « répons graduel » par deux ou trois chantres, qui se plaçaient sur les « marches » (latin = gradus) du jubé pour mieux se faire entendre. Le nom de ce chant s'est étendu à tout le recueil.
Le graduel est le livre propre de la Schola cantorum, c’est-à-dire de la chorale grégorienne. Il s'adresse à des gens formés à sa lecture et à son interprétation.
Les textes des chants sont en latin (à l'exception du kyrie, dont les paroles sont en grec), et les chants sont le plus souvent notés en notation neumatique.

## Le propre
Un graduel contient principalement les chants propres de chaque messe :
- Introït (ou Officium) : le chant d'entrée, qui accompagne la procession du clergé vers l'autel.
- Graduale (ou Responsorium) : le chant de méditation chanté en réponse à la première lecture. Pendant le temps pascal, le graduel est remplacé par un premier alléluia pascal.
- Alléluia : Le chant qui précède immédiatement la lecture de l'évangile. Pendant le temps du Carême et pour le jour de la Commémoration de tous les fidèles défunts (2 novembre), l'alleluia est remplacé par un trait.
- Prosa : pièce de chant, assez longue, chantée après l'Alléluia lors de certaines grandes fêtes.
- Offertorium : Le chant d'offertoire, en principe chanté pendant la procession qui apporte les dons à l'autel (mais cette procession n'a pas nécessairement lieu).
- Communio : Le chant de communion, qui commence normalement dès que le prêtre communie, et se prolonge pendant la communion des fidèles.

Le propre de certains jours comporte parfois des éléments supplémentaires: Séquence (autrefois chantée après l'alléluia, maintenant immédiatement avant), Répons, ou autres Antiennes accompagnant des fonctions liturgiques spéciales.

## Temporal, sanctoral et commun

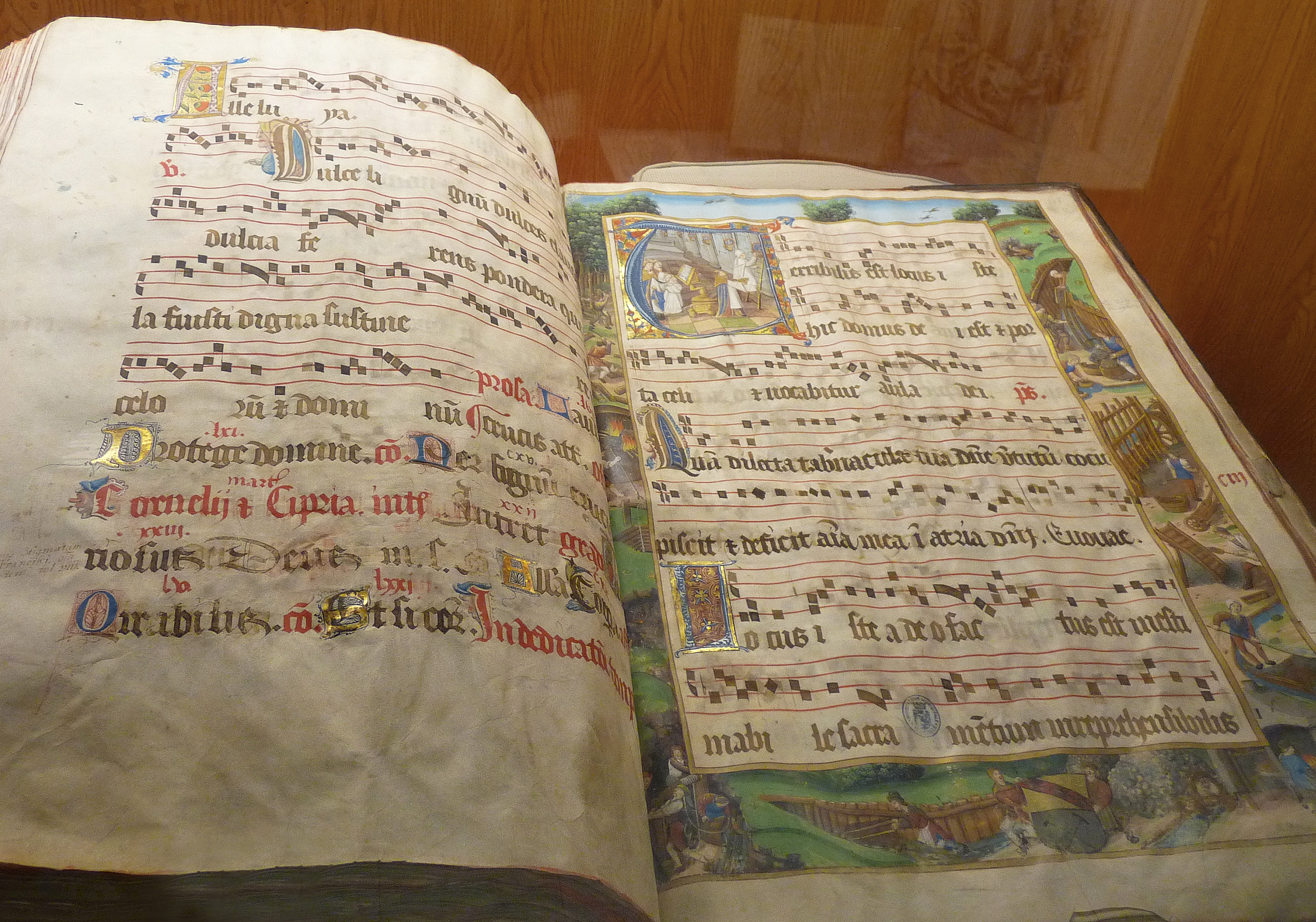
Graduel de la collégiale de Saint-Dié.

Les chants du propre sont répartis en trois séries, suivant le calendrier liturgique :
- Le Temporal contient le propre de la partie mobile du calendrier liturgique. Il donne semaine après semaine le propre de chaque dimanche (de chaque jour, pour les graduels les plus complets). Il commence au premier dimanche de l'Avent (quatre dimanches avant Noël).
- Le Sanctoral donne les chants du propre associés aux fêtes fixes du calendrier. Il est classé dans l'ordre du calendrier civil, mais commence traditionnellement le 30 novembre pour être en phase avec le temporal. Le plus souvent, les petites fêtes du calendrier n'ont pas de chant propre, mais utilisent ceux du commun en tout ou partie.
- Le Commun regroupe les chants génériques du propre, qui sont « communs » à plusieurs fêtes du sanctoral. Ils sont classés par « messe », chaque messe étant choisie en fonction du type de saint fêté : Messe des apôtres, de la Vierge, des Martyrs, des Anges...

Pour chaque messe, le propre qu'il faut normalement chanter est déterminé par des règles liturgiques précises. Cependant les règles liturgiques modernes permettent le plus souvent le choix d'un autre chant.

## Les chants de l'ordinaire
Le graduel donne également les chants ordinaires de la messe, c’est-à-dire ceux qui ne sont pas attachés à un jour liturgique particulier, et dont le texte est toujours le même. Ces pièces sont :
- Kyrie : chant de pénitence et de supplication qui prend place après la préparation pénitentielle, avant l'oraison de collecte ou le Gloria s'il y en a un  (dans les messes chantées dans la forme extraordinaire (liturgie de 1962), il est chanté immédiatement après l'introït). Il est à remarquer que le kyrie ne fait pas à proprement parler partie de la préparation pénitentielle. Le missel d'après le second Concile du Vatican prévoit de pouvoir l'utiliser avec des supplications fixes. Cela a entrainé une certaine confusion entre kyrie et préparation pénitentielle. Il faut pouvoir faire la part des choses à la lumière de la tradition et de ce que prescrit le missel actuel : le kyrie « continu » se chante après l'« absolution ».
- Gloria : Hymne qui fait suite immédiatement au kyrie, il n'est chanté que les dimanches et jours de fête liturgique, et est omis pendant l'Avent et le Carême.
- Credo : ou symbole de foi qui est chanté après l'homélie, les dimanches et solennités. La mélodie originale du credo est basée sur le mode IV, par la suite on a développé d'autres mélodies sur d'autres modes de sorte que le graduel romain prévoit jusqu'à six manières d'exécuter cette pièce.
- Sanctus : chant d'acclamation, chanté dans le prolongement de la préface.
- Agnus Dei : chant de prière demandant une dernière purification avant la communion.
- Ite : chant de renvoi de l'assemblée, généralement sur le même thème musical que le kyrie. Le Graduale Romanum conforme à la réforme conciliaire du second concile du Vatican ne présente plus autant d'« Ite missa est » mais un seul, par ailleurs assez sobre .

Ces pièces sont regroupées par « messes », excepté le credo, chaque messe étant prévue pour un degré de solennité ou un temps liturgique particulier : dimanches ordinaires, fêtes de la Vierge, carême... Cette attribution n'est toutefois citée qu'à titre indicatif, les règles liturgiques ont en effet toujours admis la possibilité de choisir librement les chants de l'ordinaire (à quelques restrictions près : les chants très ornés ne doivent être employés que pour des circonstances suffisamment solennelles). Ce regroupement porte le nom de kyriale et compte 18 messes, les 6 crédo, et un appendice de Kyrie, Gloria, Sanctus, Agnus.
Viennent ensuite les mélodies des autres parties de la messe : salutations, oraisons, lecture, épître, Évangile, Pater, etc.